# Marienberger Erbstolln
Der Marienberger Erbstolln ist ein ehemaliger Erbstollen in Wellinghofen. Der Stollen wurde aus dem Olpkebachtal angesetzt, das Mundloch befand sich in einer Höhe von +116 Meter NN. Um das Jahr 1854 wurde dieser Erbstollen auch fälschlicherweise Marienstein Erbstolln genannt.

## Geschichte
Im Jahr 1765 erreichte der Stollen das Flöz. Im Jahr 1769 betrug die in südlicher Richtung aufgefahrene querschlägige Länge 1200 Fuß. Im Jahr 1771 wurde der Stollen weiter aufgefahren. Im Jahr 1784 wurde der Stollen durch den Freiherrn vom Stein befahren, der Stollen war zu diesem Zeitpunkt in Betrieb. In der Zeit vom 15. März bis zum 25. Mai des Jahres 1787 wurde an die Besitzer des Stollens, die Gewerkschaft Niederhofen, das Erbstollenrecht verliehen. Im selben Jahr wurde der Stollen weiter nach Süden ins Ardeygebirge aufgefahren. Dabei wurden mehrere Grubenfelder gelöst. Insbesondere die Lösung der Felder der Zeche Niederhofen durch den Erbstollen ermöglichte dort den Abbau von Kohleneisenstein und Steinkohle. Im Jahr 1830 wurde die Auffahrung des Stollens zum letzten Mal in den Unterlagen erwähnt. Zu diesem Zeitpunkt betrug die Endlänge des Stollens 1500 Meter. Noch vor dem Jahr 1842 konsolidierte der Marienberger Erbstolln mit weiteren Bergwerken zur Zeche Niederhofen.